# Salix pseudospissa
Salix pseudospissa är en videväxtart som beskrevs av Goerz, Alfred Rehder och Kobuski. Salix pseudospissa ingår i släktet viden, och familjen videväxter. Inga underarter finns listade i Catalogue of Life.